# Keighley
Keighley (prononcé [ki:θli]) est une paroisse civile britannique située dans la Cité de Bradford, dans le Yorkshire de l'Ouest (Angleterre). Elle compte une population de 53 331 habitants en 2011.

## Histoire
Keighley reçoit le statut de ville de marché le 17 octobre 1305 sur décision du roi Édouard Ier d'Angleterre.
La ville est fréquemment utilisée comme lieu de tournage et plus particulièrement sa ligne historique à vapeur Keighley & Worth Valley Railway, appelée aussi Bronte Line, rattachée au réseau moderne à la gare de Keighley. Elle sert en 1970 pour The Railway Children, en 1979 pour Yanks, en 1982 pour The Wall, le film du groupe anglais Pink Floyd, en 2004 pour la mini-série North and South en particulier les Dalton Mills, une filature de laine datant de 1866, fréquemment utilisée aussi pour des films de Bollywood.

## Galerie

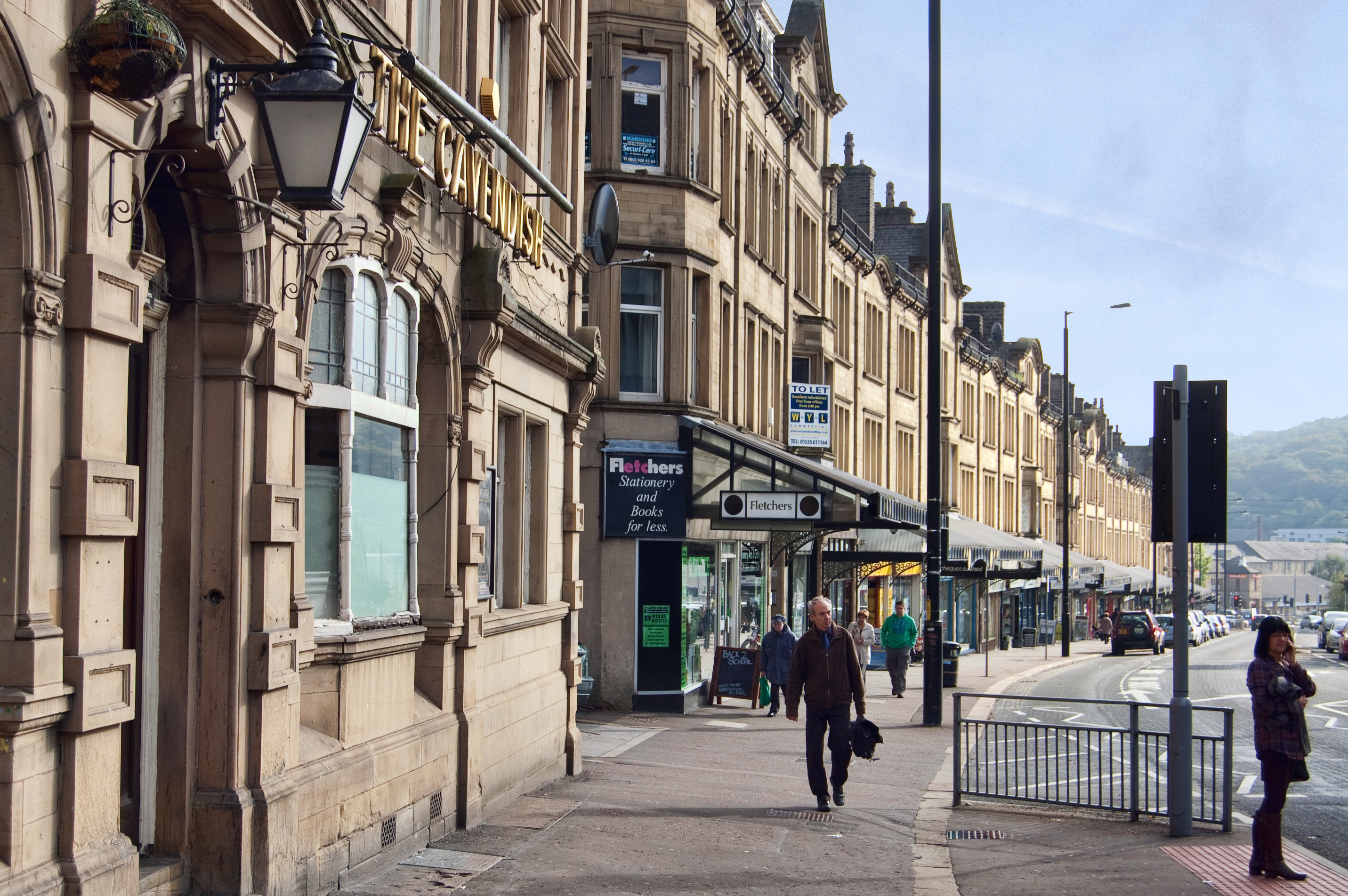
Architecture victorienne (Cavendish Street).
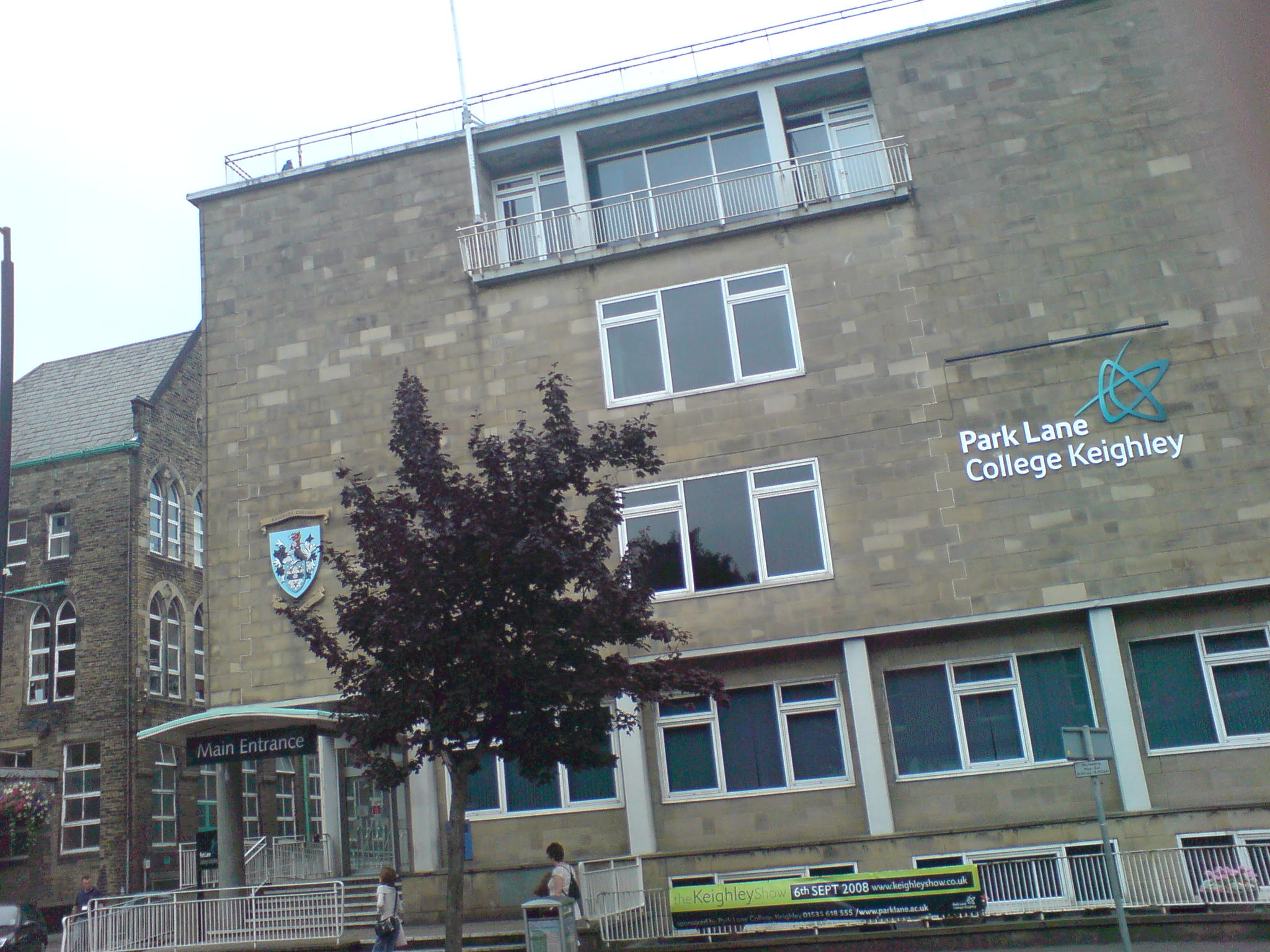
Park Lane College.
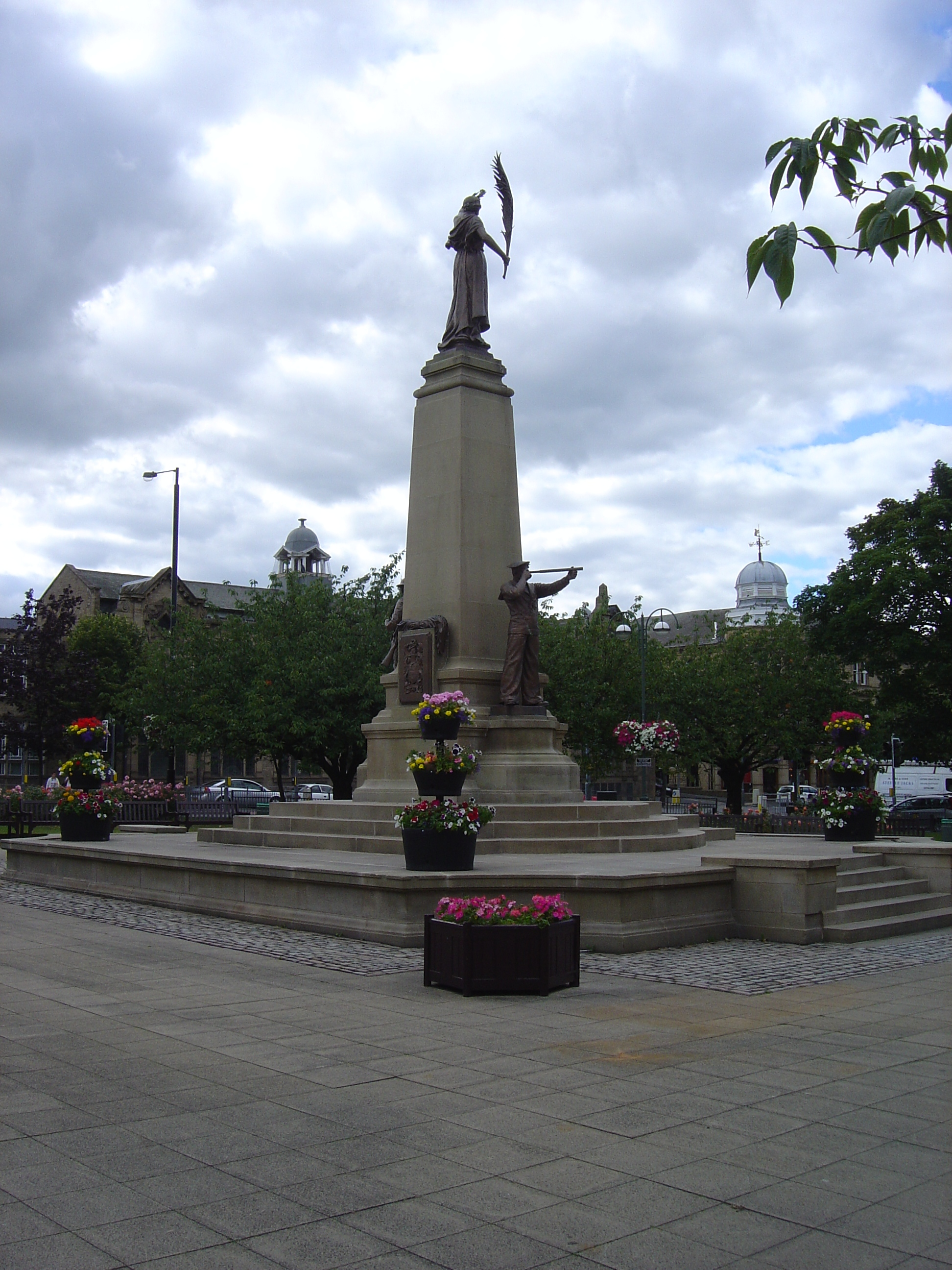
War Memorial, monument aux morts.
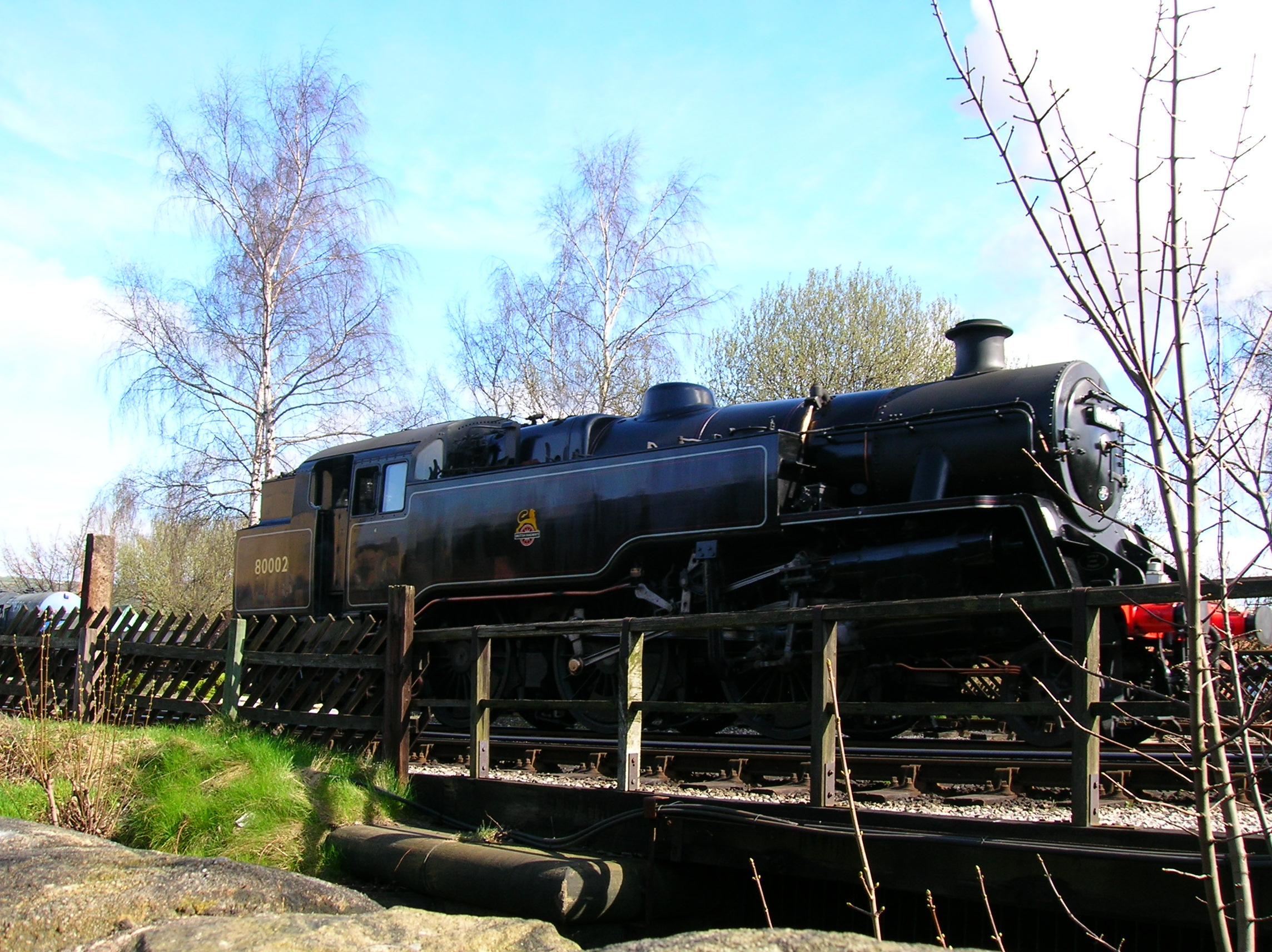
Une locomotive de la Keighley & Worth Valley Railway.
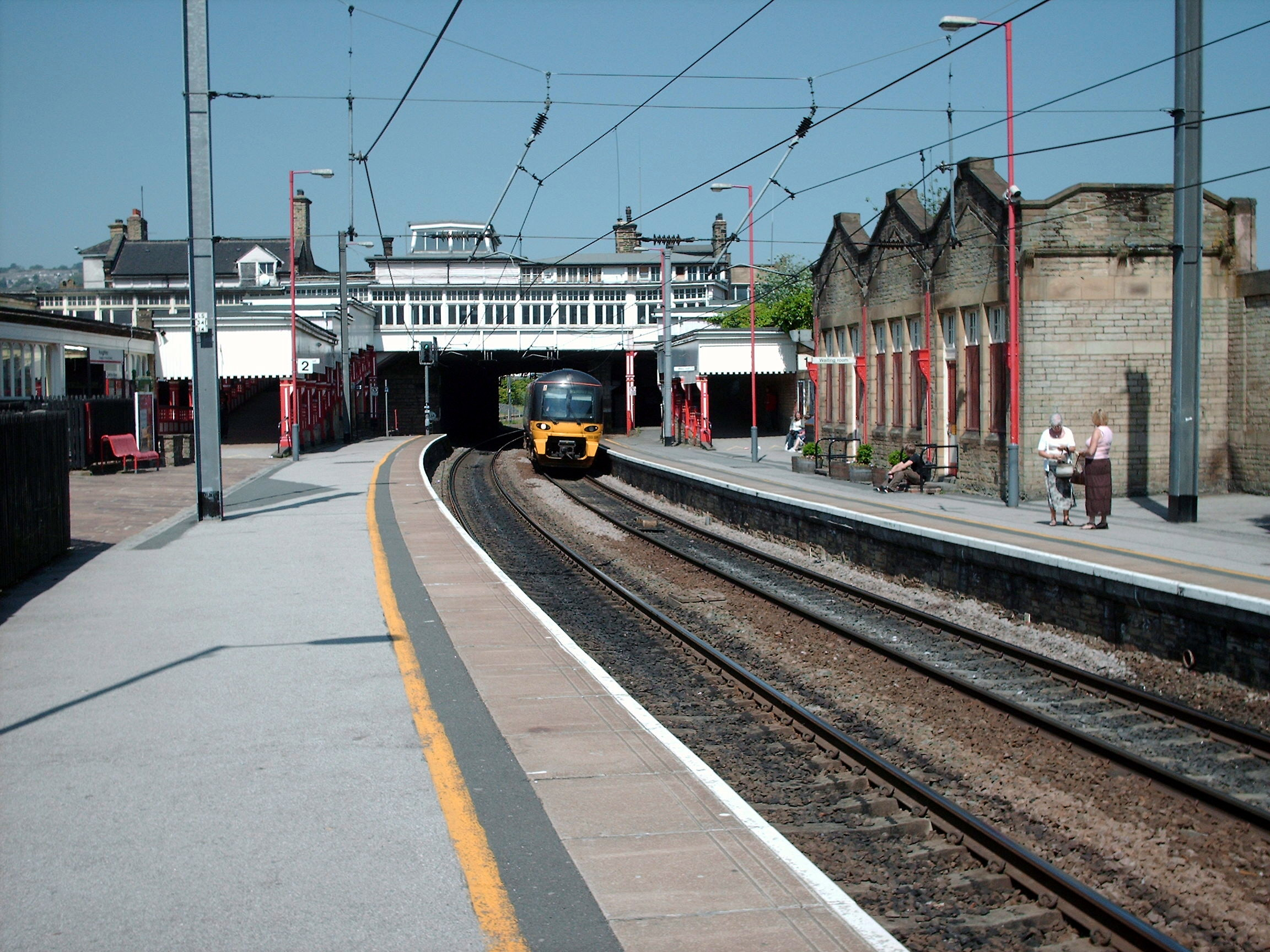
Gare de Keighley.

## Jumelage
Keighley est jumelée à Poix-du-Nord (France). Entre 1905 et 1914, un premier jumelage avait été initié avec la ville française de Suresnes,, où une rue portant ce nom existe toujours.